# Pieter Nieuwland College
Het Pieter Nieuwland College is een Amsterdamse openbare school voor voortgezet onderwijs. Deze school, gelegen aan Nobelweg 4-6 in Amsterdam-Oost biedt havo-, vwo-, en vwo-plus-onderwijs. Het staat bekend als een multiculturele school op Christelijke leest.  

## Geschiedenis
De school was in 1960 gebouwd als de Christelijke HBS-B. Vanaf 1968 heette het de Christelijke Scholengemeenschap Oost. Omstreeks 1975 werd het hernoemd tot Chr. Scholengemeenschap Amsterdam Oost en in 1986 kreeg het zijn huidige naam: de Pieter Nieuwland College,  een verwijzing naar zeevaartkundige sterrenkundige, filosoof en dichter Pieter Nieuwland, die vanuit zijn christelijke levensovertuiging zijn leven lang zijn bijzondere talenten voor anderen ingezet heeft. Hij was vrijwel op de plek geboren waar de school nu staat. Thans is het college een interconfessionele onderwijsinstelling op Protestantse grondslag.
Het college was in 2001 een van de eerste scholen in Nederland die een laboratoriumruimte in gebruik namen, welke uitsluitend bedoeld was voor natuurwetenschappelijk onderzoek. In 2005 werd de gymnasiumafdeling afgesplitst en omgevormd tot het Cygnus Gymnasium. Het college onderging in 2010/2011 een grondige renovatie en uitbreiding om de opleiding aan de toen meest recente inzichten van goed onderwijs te voldoen.

## Multiculturele school
In 2002 was 60 procent van de leerlingen op het college allochtoon en betrof het derhalve een zwarte school. Hoewel er sprake is van multiculturalisme, blijft de cultuur van het christelijke Westen dominant en vormt het de grondslag van de schoolregels.
Het college had in 2009 een groot aantal leerlingen uit achterstandsgezinnen. Volgens toenmalige rector Raeven was het college een afspiegeling van de buurt met zo’n 50 procent allochtone leerlingen. Anno 2019 zou 60 procent van de leerlingen uit etnische minderheidsgroepen komen.
Vanwege de realiteit dat niet alle leerlingen de middelen hebben aan bepaalde schoolactiviteiten zoals schoolreisjes deel te nemen is in 1999 de De Tammo Stichting opgericht, die dergelijke leerlingen financieel ondersteunt. De kas daarvan wordt gespekt door solidariteitsactiviteiten die op school met de leerlingen worden georganiseerd.

## Bekende oud-leerlingen
- Elvis Afrifa, atleet, sprinter
- Abdelali Bentohami, chirurg, filantroop, schrijver
- Joyce Sylvester, politicus, bestuurder, dijkgraaf

## Bekende oud-leraren
- Tony Scott, rapper en muziekleraar